# Conceição Lima

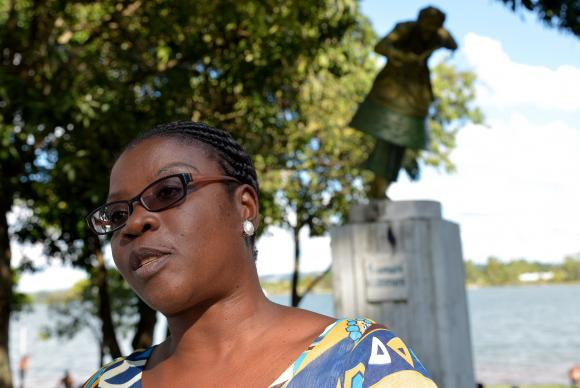
Conceição Lima, 2014

Conceição Lima, eigentlich Maria de Conceição Costa de Deus Lima (* 8. Dezember 1961 in Santana, Insel São Tomé, Republik São Tomé und Príncipe) ist eine são-toméische Lyrikerin und Journalistin.

## Leben
Conceição Lima und wurde in der Ortschaft Santana auf der Hauptinsel São Tomé geboren. Auf São Tomé verbrachte sie ihre Kindheit, besuchte dort die Schule bis zur Hochschulreife. Nach einem Studium der Journalistik in Portugal kehrte sie nach São Tomé zurück, wo sie bei verschiedenen Medien tätig war, so beim Fernsehen, Radio und diversen Zeitungen. In den 90er Jahren war sie Gründerin und Leiterin der Wochenzeitung „O pais hoje“ (Das Land heute) und avancierte damit zu einer der führenden Intellektuellen ihres Landes. Später begab sie sich nach London, wo sie ein weiteres Studium aufnahm und am King’s College luso-afrikanische sowie brasilianische Sprachen und Kultur, sowie an der School of Oriental and African Studies (SOAS) Afrikastudien mit dem Schwerpunkt Politik studierte. Anschließend war sie mehr als 20 Jahre lang für die Produktion der portugiesischsprachigen Beiträge der BBC zuständig. 2010 kehrte sie abermals nach São Tomé e Príncipe zurück, um eine eigene Interviewsendung im santomensischen Staatsfernsehen zu übernehmen. Ende 2010 wurde sie nach kritischen Äußerungen über die Regierung entlassen. Seitdem arbeitet sie als freie Journalistin in São Tomé e Príncipe.

## Die Autorin Lima
Ihr Werk erschien zunächst verstreut in den verschiedensten Anthologien, Zeitschriften und Magazinen in diversen Ländern, so in ihrer Heimat São Tomé und Príncipe, aber auch in Portugal, Brasilien, Österreich, Spanien, Angola, Kolumbien, Deutschland, Venezuela. Ihr erstes eigenes Buch erschien 2004 mit dem Titel O útero da casa in Lissabon. Ebenfalls in Lissabon erschien zwei Jahre darauf A dolorosa raíz do Micondó. Beide Bände erschienen 2010 unter dem Titel Die Gebärmutter des Hauses in deutscher Übersetzung von Juana und Tobias Burghardt. 2011 veröffentlichte sie den Gedichtband O País de Akendenguê, dessen Titel auf den gabunischen Dichter, Philosophen und Musiker Pierre Akendengué anspielt. Ihre Bücher wurden ins Spanische, Englische, Türkische und Deutsche übersetzt. 2012 erschienen alle drei Bücher erstmals auch in einer sãotomesischen Ausgabe. 2013 war Conceição Lima Teilnehmerin der von Litprom ausgerichteten Afrikanischen Literaturtage in Frankfurt am Main.

## Werke
- O útero da casa, (Die Gebärmutter des Hauses), Lyrik, Lissabon 2004.
- A Dolorosa Raiz do Micondó (Die schmerzvolle Wurzel des Affenbrotbaumes), Lyrik, Lissabon 2006.
- O país de Akendenguê (Das Land von Akendengué), Lyrik, Lissabon 2011.

## Übersetzung
- Die Gebärmutter des Hauses und Die schmerzvolle Wurzel des Affenbrotbaumes; Gedichte, zweisprachig, Edition Delta, 2010.